# صمد يشيل
صامد يشيل (بالألمانية: Samed Yeşil) وهو لاعب كرة قدم ألماني من أصل تركي يلعب بمركز الهجوم ولد في يوم 25 مايو 1994 في مدينة دوسلدورف في ألمانيا ويبلغ طوله 178 سم وهو يلعب حاليا في صفوف نادي ليفربول كما سبق له اللعب مع باير 04 ليفركوزن كما أنه يلعب في صفوف منتخب ألمانيا تحت 19 عام حيث سجل له 8 أهداف في 7 مباريات.

## روابط خارجية
- صمد يشيل على موقع الاتحاد الدولي (مؤرشف)  (الإنجليزية)
- صمد يشيل على موقع الاتحاد الأوربي (الإنجليزية)
- صمد يشيل على موقع إي إس بي إن إف سي (الإنجليزية)
- صمد يشيل على موقع قاعدة بيانات كرة القدم.إي يو (الإنجليزية)
- صمد يشيل على موقع بيانات كرة القدم. دي إي (الألمانية)
- صمد يشيل على موقع Soccerbase.com (لاعب) (الإنجليزية)
- صمد يشيل على موقع Soccerway.com (الإنجليزية)
- صمد يشيل على موقع عالم كرة القدم.نت (الإنجليزية)
- صمد يشيل على موقع AS.com (الإسبانية)